# Phlogotettix longicornis
Phlogotettix longicornis är en insektsart som beskrevs av Kamitani, Hayashi och Yamada 2007. Phlogotettix longicornis ingår i släktet Phlogotettix och familjen dvärgstritar. Inga underarter finns listade i Catalogue of Life.